# Marko Vatovec
Marko Vatovec, slovenski dirigent, zborovodja, *8. avgust 1961, Koper.
Rojen je v Kopru, tam so se  začeli tudi njegovi prvi  glasbeni koraki. Po zaključeni Gimnaziji, kjer se je navdušil za zborovsko petje, je sledil študij glasbe na Pedagoški akademiji v Ljubljani, na oddelku za glasbeni pouk in zborovodstvo. Po opravljeni diplomi je  nato študij nadaljeval  na oddelku za glasbeno pedagogiko ljubljanske Akademije za glasbo ter diplomiral pod mentorstvom Mirka Cudermana. Za diplomski koncert je prejel Prešernovo nagrado Akademije za glasbo.Temu sta  sledila še študij in diploma na oddelku za dirigiranje, v razredu Antona Nanuta. Že med študijem se je izpopolnjeval na različnih mojstrskih tečajih, na Dunaju, v Milanu in Namurju.
Svojo profesionalno pot je začel kot  dirigent asistent pri Slovenskem komornem zboru, s katerim še vedno redno koncertira. Kmalu zatem je nadaljeval s poučevanjem zborovskega dirigiranja in zborovskega petja na Akademiji za glasbo v Ljubljani, kjer je danes zaposlen kot izredni profesor. V njegovem razredu je diplomiralo že več izvrstnih slovenskih mladih zborovskih dirigentov. Večkrat je vabljen za člana žirije na zborovskih tekmovanjih in predavatelja na domačih in mednarodnih seminarjih.
1. ↑  Seznam kandidatov/kandidatk za volitve člana državnega sveta - predstavnika za področje univerz, visokih in višjih šol — Državna volilna komisija, 2017.